# Faza eliminatorie a Ligii Campionilor 2011-2012
Meciurile din faza eliminatorie a Ligii Campionilor 2011-2012 s-au desfășurat între 14 februarie și 25 aprilie 2012.

## Optimi de finală
Manșa tur a avut loc între 14-22 februarie 2012 iar manșa retur între 6-14 martie 2012.
| Gazde (retur)                 | Scor   | Oaspeți (retur)              | Tur   | Retur |
| ----------------------------- | ------ | ---------------------------- | ----- | ----- |
| (Portugalia) Benfica Lisabona | 4 - 3  | Zenit St. Petersburg (Rusia) | 2 - 3 | 2 - 0 |
| (Anglia) Arsenal              | 3 - 4  | AC Milan (Italia)            | 0 - 4 | 3 - 0 |
| (Cipru) APOEL Nicosia         | p1 - 1 | Olympique Lyon (Franța)      | 0 - 1 | 1 - 0 |
| (Spania) Barcelona            | 10 - 2 | Bayer Leverkusen (Germania)  | 3 - 1 | 7 - 1 |
| (Italia) Inter Milano         | 2 - 2  | Olympique Marseille (Franța) | 0 - 1 | 2 - 1 |
| (Germania) Bayern München     | 7 - 1  | Basel (Elveția)              | 0 - 1 | 7 - 0 |
| (Spania) Real Madrid          | 5 - 2  | ȚSKA Moscova (Rusia)         | 1 - 1 | 4 - 1 |
| (Anglia) Chelsea              | 5 - 4  | Napoli (Italia)              | 1 - 3 | 4 - 1 |

### Tur
| Olympique Lyon |

| APOEL Nicosia |

| Bayer Leverkusen |

| Barcelona |

| Zenit St. Petersburg |

| Benfica Lisabona |

| AC Milan |

| Arsenal |

| ȚSKA Moscova |

| Real Madrid |

| Napoli |

| Chelsea |

| Olympique Marseille |

| Inter Milano |

| Basel |

| Bayern München |

### Retur
| Benfica Lisabona |

| Zenit St. Petersburg |

Benfica a câștigat 4–3 la general.
| Arsenal |

| AC Milan |

AC Milan a câștigat 4–3 la general.
| APOEL Nicosia |

| Olympique Lyon |

APOEL Nicosia 1–1 Ol. Lyon la general. APOEL Nicosia a câștigat la penalti.
| Barcelona |

| Bayer Leverkusen |

Barcelona a câștigat 10–2 la general.
| Inter Milano |

| Olympique Marseille |

Inter Milano 2–2 Ol. Marseille la general. Ol. Marseille a câștigat datorită reguli golurilor marcate în deplasare.
| Bayern München |

| Basel |

Bayern München a câștigat 7–1 la general.
| Chelsea |

| Napoli |

Chelsea a câștigat 5–4 la general.
| Real Madrid |

| ȚSKA Moscova |

Real Madrid a câștigat 5–2 la general.

## Sferturi de finală
Manșa tur a avut loc pe 27 și 28 martie 2012 iar manșa retur pe 3 și 4 aprilie 2012.
| Gazde (retur)             | Scor  | Oaspeți (retur)               | Tur   | Retur |
| ------------------------- | ----- | ----------------------------- | ----- | ----- |
| (Spania) Barcelona        | 3 - 1 | AC Milan (Italia)             | 0 - 0 | 3 - 1 |
| (Germania) Bayern München | 4 - 0 | Olympique Marseille (Franța)  | 2 - 0 | 2 - 0 |
| (Anglia) Chelsea          | 3 - 1 | Benfica Lisabona (Portugalia) | 1 - 0 | 2 - 1 |
| (Spania) Real Madrid      | 8 - 2 | APOEL Nicosia (Cipru)         | 3 - 0 | 5 - 2 |

### Tur
| APOEL Nicosia |

| Real Madrid |

| Benfica Lisabona |

| Chelsea |

| Olympique Marseille |

| Bayern München |

| AC Milan |

| Barcelona |

### Retur
| Barcelona |

| AC Milan |

Barcelona a câștigat 3–1 la general.
| Bayern München |

| Olympique Marseille |

Bayern München a câștigat 4–0 la general.
| Chelsea |

| Benfica Lisabona |

Chelsea a câștigat 3–1 la general.
| Real Madrid |

| APOEL Nicosia |

Real Madrid a câștigat 8–2 la general.

## Semifinale
Manșa tur a avut loc pe 17 și 18 aprilie 2012 iar manșa retur pe 24 și 25 aprilie 2012.
| Gazde (retur)        | Scor   | Oaspeți (retur)           | Tur   | Retur |
| -------------------- | ------ | ------------------------- | ----- | ----- |
| (Spania) Barcelona   | 2 - 3  | Chelsea (Anglia)          | 0 - 1 | 2 - 2 |
| (Spania) Real Madrid | 3 - 3p | Bayern München (Germania) | 1 - 2 | 2 - 1 |

### Tur
| Bayern München |

| Real Madrid |

| Chelsea |

| Barcelona |

### Retur
| Barcelona |

| Chelsea |

Chelsea a câștigat 3–2 la general.
| Real Madrid |

| Bayern München |

Real Madrid 3–3 Bayern München la general. Bayern München a câștigat la penalti.